# Água Retorta
Água Retorta es una freguesia portuguesa perteneciente al municipio de Povoação, situado en la Isla de São Miguel, Región Autónoma de Azores. Posee un área de 14,97 km² y una población total de 497 habitantes (2001). La densidad poblacional asciende a 33,2  hab/km². Se encuentra a una latitud de 37° N y una longitud 25º O.
- Datos: Q2452120
- Multimedia: Água Retorta (Povoação) / Q2452120

1. ↑  Worldpostalcodes.org,código postal n.º 9650-018.